# João Schiavo
Giovanni "João" Schiavo C.S.I (Montecchio Maggiore, 8 de julho de 1903 — Caxias do Sul, 27 de janeiro de 1967) foi um sacerdote católico pertencente aos Josefinos de Murialdo. A ele se devem o desenvolvimento das Obras Josefinas no Brasil, a formação religiosa dos primeiros vocacionados brasileiros de sua congregação e a criação de várias escolas. Foi beatificado em 28 de outubro de 2017 pela Igreja Católica.

## Vida

### Infância
Giovanni Schiavo nasceu no distrito italiano de Sant’Urbano, em Montecchio Maggiore, no dia 8 de julho de 1903. Era filho do casal Luigi Schiavo e Rosa Fattorelli e tinha oito irmãos.

### Vocação
Entrou na Congregação dos Josefinos de Murialdo (fundada por São Leonardo Murialdo) e ali fez sua profissão solene de votos à 27 de agosto 1919. No dia 10 de julho de 1927, com 24 anos, foi ordenado sacerdote na Catedral Santa Maria Annunciata de Vicenza por Dom Ferdinando Rodolfi, então bispo diocesano.

### Vinda ao Brasil
Quatro anos depois foi enviado ao Brasil, chegando primeiramente a Jaguarão. Depois foi para Caxias do Sul, mais especificamente no distrito com o nome de uma colonizadora italiana chamada de Ana Rech, local onde foi animador dos seminaristas e noviços, professor, iniciador e diretor da Escola Normal Rural Murialdo. Foi também o primeiro mestre de noviços da missão Josefina no Brasil.
No ano de 1941, fundou o Seminário Josefino na Fazenda Sousa, em Caxias do Sul. Fundou também várias obras voltadas a crianças e jovens de baixa renda, como o Abrigo de Menores São José, em Caxias do Sul; a Obra Social Educacional, em Porto Alegre (Partenon e no Morro da Cruz, respectivamente); o Abrigo de Menores em Pelotas e em Rio Grande; e o Colégio Nossa Senhora Mãe dos Homens, em Araranguá. Em 1954, fundou ainda o primeiro grupo das Irmãs Murialdinas de São José no Brasil. Em 1957, criou em Fazenda Sousa, a Escola Santa Maria Goretti das Irmãs Murialdinas, onde atuou como diretor e professor.
Em fevereiro de 1956, deixou o cargo de Superior Provincial. No entanto, Schiavo continuou prestando serviço à sua congregação e dedicando-se às Irmãs Murialdinas.

### Morte
Padre João Schiavo faleceu no dia 27 de janeiro de 1967, aos 63 anos. Encontra-se sepultado no interior de uma capela que leva o seu nome, localizada na Fazenda Sousa, Caxias do Sul, sendo ela local de orações e peregrinações.

## Beatificação

### Milagre atribuído
Em outubro de 1997, a partir de uma aguda dor intestinal, Juvelino Carra, de Caxias do Sul, foi encaminhado para uma cirurgia de emergência. O médico-cirurgião constatou que se tratava de uma trombose mesentérica venosa superior aguda, envolvendo todo o intestino delgado.
Após uma avaliação, o médico desistiu da cirurgia e encaminhou o paciente à Unidade de Terapia Intensiva (UTI) para ser acompanhado até a iminente morte. Os familiares foram informados da situação: "Não há o que fazer a não ser aguardar o óbito". Nesse momento, a esposa de Juvelino pegou o santinho com a oração do Padre João Schiavo, e repetia: "Padre João, tu deves sarar meu marido, tu deves ajudá-lo, tu deves reconduzi-lo para casa…", enquanto apertava forte a imagem, a ponto de amassá-la.
Juvelino começou, então, a dar sinais de melhora, para surpresa de todos. Recebeu alta hospitalar após sete, sem apresentar problemas ou sequelas.
Com o reconhecimento deste milagre, João Schiavo foi beatificado no dia 28 de outubro de 2017 pelo Cardeal Angelo Amato, representante do Papa Francisco. 